# Лойбсдорф (Саксония)
Лойбсдорф (нем. Leubsdorf) — община в Германии, в земле Саксония. Подчиняется административному округу Кемниц. Входит в состав района Средняя Саксония.  Население составляет 3686 человек (на 31 декабря 2010 года). Занимает площадь 34,34 км².
Коммуна подразделяется на 4 сельских округа.